# Pyretos (Kentaur)

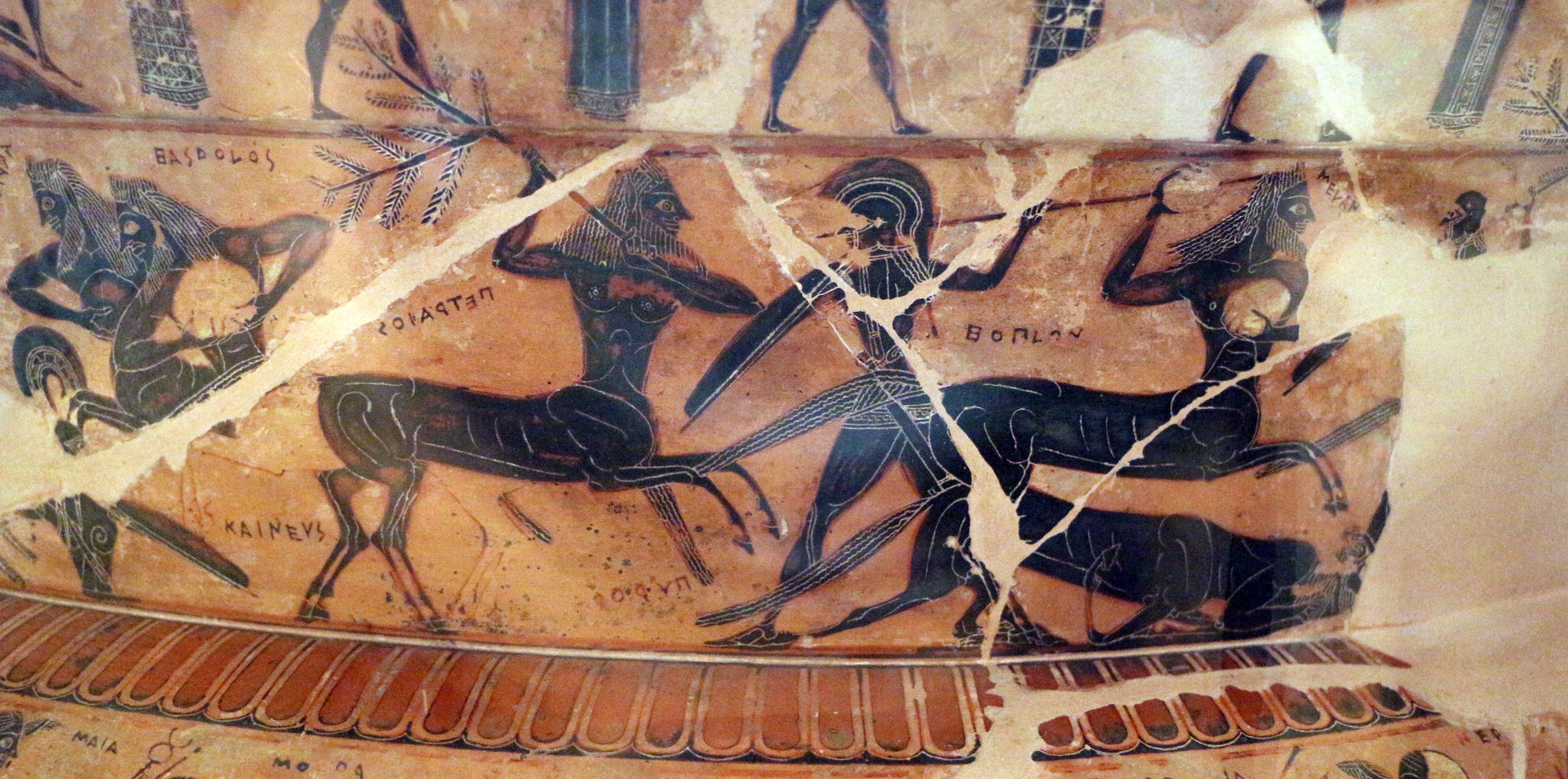
Françoisvase, 6. Jh. v. Chr., Lapithe mit Lanze, Kentauren mit Ast und Steinen.

Pyretos ist ein Kentaur der griechischen Mythologie. Er wird in der Kentauromachie auf der Hochzeit des Peirithoos von dem Lapithen Periphas getötet. Einzige Quelle ist das zwölfte Buch der Metamorphosen des Ovid.

## Name
Der Name kommt vom griechischen Πύρητος, Pýrētos lateinisch und deutsch mit abweichender Betonung nach der Betonungsregel Pyrétus. Etymologischer Kern ist πῦρ, pýr, Feuer, mit dem Suffix personifiziert zu einem, der Feuer repräsentiert oder mit sich trägt. Damit gehört er zu den alten Kentaurennamen, die „an die Bewaffnung der Kentauren mit Feuerbränden erinnern ... Namen, die sich möglicherweise aus der Vorstellung von Waldbränden erklären lassen.“ Kentauren kämpfen bevorzugt mit Bäumen und Ästen und manchmal auch mit brennenden. Sein Name transportiert die Gefahr des Feuers, soll Angst auslösen, was ihm aber im Kampf nichts nützen wird.

## Mythos
Pyretos’ Schicksal wird zusammen mit dem des Echeklos erzählt, beide werden von den Lapithen niedergemacht, Ovid lässt Nestor einen kurzen Bericht abgeben:
„Quid tibi victorem gemini Periphanta Pyreti,

Ampyca quid referam, qui quadrupedantis Echecli

fixit in adverso cornum sine cuspide vultu?“
„Warum soll ich dir (Achill) den (Lapithen) Periphas, den Sieger über den doppelwesigen (Kentauren) Pyretus nennen, warum den (Lapithen) Ampyx, der in das zugewandte Gesicht des vierfüßigen (Kentauren) Echeclus die Lanze – sie war ohne Spitze – stieß.“
„Wozu Periphas’ Ruhm, der erschlug den Zentauren Pyretus,

künden und Ampyx’ Ruhm, der vorn in des Trabers Echeklos
 
Antlitz trieb, obwohl ihr die Spitze gebrach, die Kornelle (Lanze).“
Pyretos wird von Periphas besiegt, womit und wie bleibt im Unterschied zu seinem Kampfgenossen Echeklos offen. Er hebt sich nur mit seinem Namen aus der Herde heraus und bleibt sonst ein Dutzend-Kentaur unter vielen. Zum mythologischen Hintergrund und zur literarischen Gestaltung siehe den Artikel Echeklos.